# Porta da Judiaria

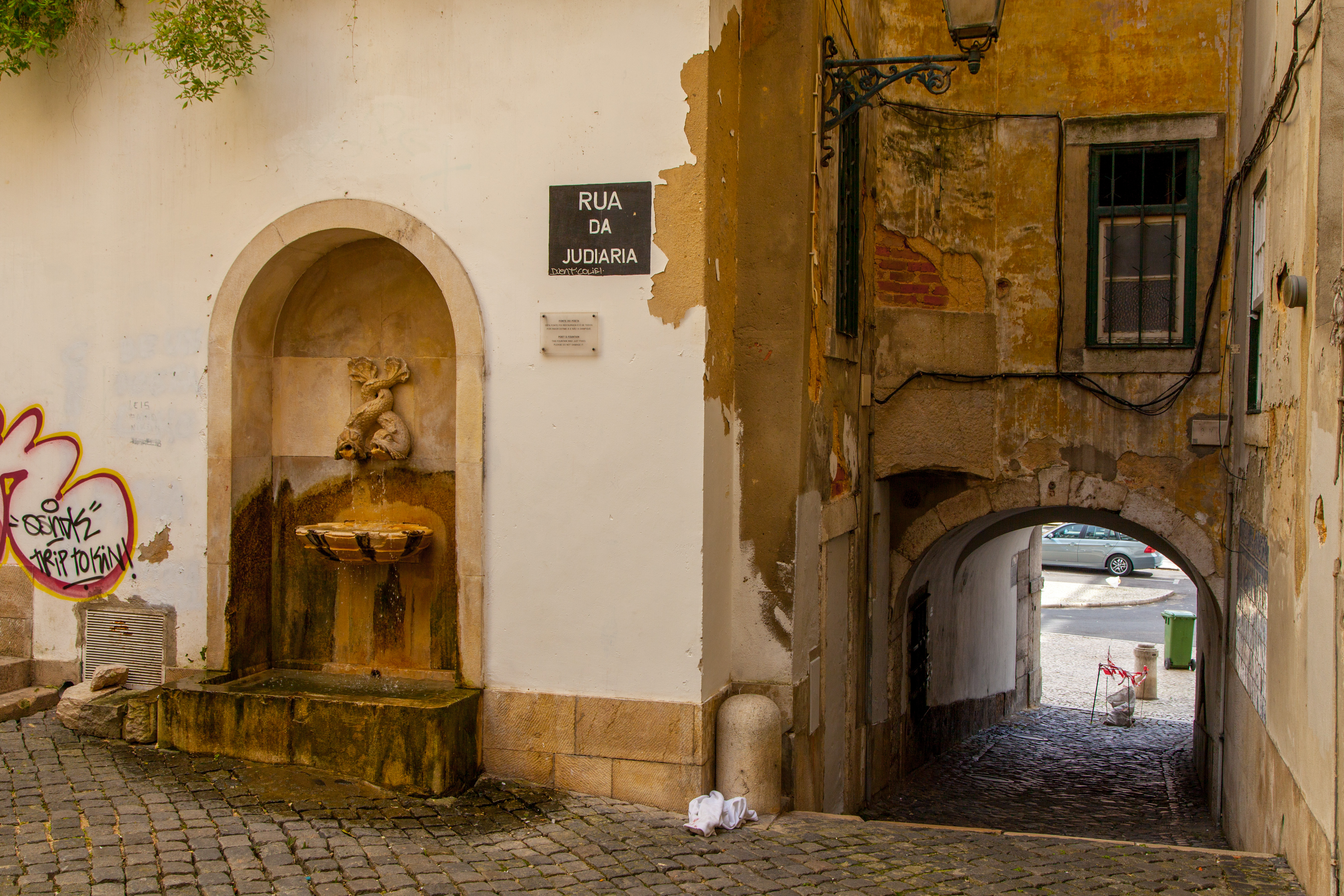
Arco do Rosário visto da Rua da Judiaria, 2013

A Porta da Judiaria ou Porta do Rosário, hoje conhecida como Arco do Rosário, foi uma antiga porta da cidade de Lisboa, inserida na cerca fernandina da cidade.
Esta porta ainda hoje sobrevive, defronte ao Terreiro do Trigo, dando acesso à Rua da Judiaria. Por aqui se vinha da Igreja Paroquial de São Pedro de Alfama sair à Ribeira. Na parte superior deste arco há uma ermida de Nossa Senhora do Rosário, cuja escada e pequeno adro lançaram por terra no ano de 1837. 